# 宮原良治
宮原 良治（みやはら りょうじ、Dominic Ryōji Miyahara, 1955年6月22日-）は、日本のカトリック教会聖職者でカトリック福岡司教区名誉司教。洗礼名は「ドミニコ」。横浜教区脇田浅五郎司教、長崎教区島本要大司教に次いで3人目の五島列島出身司教である。

## 経歴
1955年6月22日、長崎県五島列島若松町（現新上五島町）で生まれる。本人によると、「入学願書が送られてきたので、それに応募した」のがきっかけで神学校に進んだ。長崎教区立神学校を経て1982年に福岡サン・スルピス大神学院を卒業し、同年3月19日に長崎で司祭叙階。
1982年から1983年に福江カトリック教会助任司祭を務めた後、1983年から1986年までローマの教皇庁立ウルバノ大学で教会法を学ぶ。1987年に教会法博士課程を終了して帰国。1987年から1988年は長崎教区裁判所の公証人、1989年から2000年１月まで長崎教区裁判所の法務長官を務め、2000年4月から福岡サン・スルピス大神学院で教授となった。
2000年5月10日、教皇ヨハネ・パウロ2世により前大分教区長平山高明司教の定年による引退が受理され、後任としてカトリック大分司教区司教に任命され、同年10月1日、大分県別府市野口原の学校法人明星学園体育館で平山司教主司式により司教に叙階。
2008年3月19日、教皇ベネディクト16世によってカトリック福岡司教区司教に任命され、同年5月18日に、福岡国際センターで福岡教区への着座式が行われた。
2019年4月27日、教皇フランシスコにより辞任願いが受理されて福岡教区司教を引退した。